# Casinycteris argynnis
Casinycteris argynnis (Thomas, 1909) è un pipistrello appartenente alla famiglia degli Pteropodidi, endemico dell'Africa centrale.

## Descrizione

### Dimensioni
Pipistrello di medie dimensioni, con la lunghezza della testa e del corpo tra 70 e 100 mm, la lunghezza dell'avambraccio tra 50 e 62 mm, la lunghezza del piede tra 12 e 14 mm, la lunghezza delle orecchie tra 15 e 20 mm, l'apertura alare fino a 38 cm e un peso fino a 41 g.

### Aspetto
La pelliccia è lanosa e si estende fino alla metà dell'avambraccio. Il colore del dorso è marrone, la nuca è più chiara, mentre la testa è simile al dorso. Il collo è anteriormente ricoperto densamente di lunghi peli bianchi. Il tratto mediano del petto è biancastro, i lati del ventre sono grigiastri, mentre i fianchi sono marroni. Una distinta macchia biancastra è presente sul muso tra gli occhi e la base del naso, mentre su ogni lato sono presenti due macchie biancastre, la prima situata sull'angolo posteriore dell'occhio, la seconda, più grande corre lungo il labbro superiore, dall'angolo della bocca fino a sotto le narici. Sono presenti talvolta dei ciuffi di peli bianchi alla base anteriore di ogni orecchio. Le orecchie sono giallastre, lunghe e arrotondate. Le membrane alari, le palpebre, le labbra ed il naso sono di un colore arancio brillante. Le ali sono attaccate posteriormente alla prima falange del primo dito del piede. Il pollice è relativamente lungo. È privo di coda, mentre l'uropatagio è ridotto ad una sottile membrana lungo la parte interna degli arti inferiori. 

## Biologia

### Comportamento
Si rifugia solitariamente nella densa vegetazione. Il suo volo è lento e manovrato. Sono note predazioni di questa specie da parte di serpenti Toxicodryas blandingii.

### Riproduzione
Femmine gravide sono state catturate tra gennaio e febbraio mentre un'altra con un feto è stata osservata in aprile. Danno alla luce un piccolo all'anno.

## Distribuzione e habitat
Questa specie vive nel Camerun sud-orientale, Repubblica Centrafricana meridionale, Gabon nord-orientale, Congo e nella Repubblica Democratica del Congo.
Vive nelle foreste umide tropicali di pianura e nelle foreste di palude.

## Conservazione
La IUCN Red List, considerato il vasto Areale e la popolazione numerosa, classifica C. argynnis come specie a rischio minimo (Least Concern)).